# العلاقات الإثيوبية النيوزيلندية
العلاقات الإثيوبية النيوزيلندية هي العلاقات الثنائية التي تجمع بين إثيوبيا ونيوزيلندا.

## مقارنة بين البلدين
هذه مقارنة عامة ومرجعية للدولتين:
| وجه المقارنة                                              | إثيوبيا                        | نيوزيلندا                                              |
| --------------------------------------------------------- | ------------------------------ | ------------------------------------------------------ |
| المساحة (كم2)                                             | 1.10 مليون                     | 268.02 ألف                                             |
| عدد السكان (نسمة)                                         | 104.96 مليون                   | 4.24 مليون                                             |
| الكثافة السكانية (ن./كم²)                                 | 95.42                          | 15.82                                                  |
| العاصمة                                                   | أديس أبابا                     | ويلينغتون، أوكلاند                                     |
| اللغة الرسمية                                             | اللغة الأمهرية                 | لغة إنجليزية، اللغة الماورية، لغة الإشارة النيوزيلندية |
| العملة                                                    | بير إثيوبي                     | دولار نيوزيلندي، الجنيه النيوزيلندي                    |
| الناتج المحلي الإجمالي (بليون دولار)                      | 80.56 مليار                    | 205.85 مليار                                           |
| الناتج المحلي الإجمالي (تعادل القوة الشرائية) بليون دولار | 161.90 مليار                   |                                                        |
| الناتج المحلي الإجمالي الاسمي للفرد دولار أمريكي          | 619                            |                                                        |
| الناتج المحلي الإجمالي للفرد دولار أمريكي                 | 1.50 ألف                       |                                                        |
| مؤشر التنمية البشرية                                      | 0.442                          | 0.914                                                  |
| رمز المكالمات الدولي                                      | +251                           | +64                                                    |
| رمز الإنترنت                                              | .et                            | .nz                                                    |
| المنطقة الزمنية                                           | ت ع م+03:00، توقيت شرق أفريقيا | ت ع م+13:00، ت ع م+12:00                               |

## منظمات دولية مشتركة
يشترك البلدان في عضوية مجموعة من المنظمات الدولية، منها:
| علم المنظمة | اسم المنظمة                        | تاريخ انضمام إثيوبيا | تاريخ انضمام نيوزيلندا |
| ----------- | ---------------------------------- | -------------------- | ---------------------- |
|             | الاتحاد البريدي العالمي            | ?                    | ?                      |
|             | مؤسسة التنمية الدولية              | 11 أبريل 1961        | 1 أكتوبر 1974          |
|             | منظمة حظر الأسلحة الكيميائية       | ?                    | ?                      |
|             | الأمم المتحدة                      | 13 نوفمبر 1945       | 24 أكتوبر 1945         |
|             | وكالة ضمان الاستثمار متعدد الأطراف | 13 أغسطس 1991        | 22 أبريل 2008          |
|             | منظمة الشرطة الجنائية الدولية      | ?                    | ?                      |
|             | مؤسسة التمويل الدولية              | 20 يوليو 1956        | 31 أغسطس 1961          |
|             | البنك الدولي للإنشاء والتعمير      | 27 ديسمبر 1945       | 31 أغسطس 1961          |
|             | الاتحاد الدولي للاتصالات           | 20 فبراير 1932       | 3 يونيو 1878           |
|             | الفريق المعني برصد الأرض           | ?                    | ?                      |
|             | يونسكو                             | 1 يوليو 1955         | 4 نوفمبر 1946          |

## وصلات خارجية
- موقع وزارة الخارجية الإثيوبية
- موقع وزارة الخارجية النيوزيلندية